# Hochaltar (Marienkirche Rieden)

Mögliches Selbstporträt des Malers des Hochaltars von Rieden

Der Hochaltar der Marienkirche in  Rieden (Gemeinde Rosengarten bei Schwäbisch Hall) gilt als bedeutendes Kunstwerk der Spätgotik. Es gilt als „Glanzstück“ der Marienkirche und ist 9,90 m hoch und 2,40 m breit. Der Altar entstand um 1510 und wird Hans Beuscher zugeschrieben. 1937 wurde der Hochaltar restauriert, im Zweiten Weltkrieg eingelagert. Nach Kriegsende wurde der Hochaltar aus der Luftschutzverwahrung genommen und wieder aufgebaut.

## Beschreibung

### Geschlossener Zustand

#### Flügelaußenseiten
Der rechte Außenflügel oben zeigt die Flucht nach Ägypten, während der linke Außenflügel oben Jesu Darstellung im Tempel zeigt.Die Flucht nach Ägypten hatte laut Andreas Deutsch „eindeutig einen Holzschnitt Dürers von 1504 zum Vorbild“. Da der Holzschnitt in der Reihe Das Marienleben um 1510 veröffentlicht wurde, scheide laut Andreas Deutsch ein Entstehungsdatum der Gemälde vor 1510 aus. Das Gemälde Jesu Darstellung im Tempel  zeigt auf der rechten Seite Maria, die inzwischen verheiratet ein Kopftuch trägt. Neben ihr steht Joseph, der sich auf seinen Stock stützt und vom rechten Bildrand das Geschehen betrachtet. Simeon hält das Kind in seinen Armen. Ein Käfig mit Opfertauben befindet sich auf dem Tisch.  Die hinter dem Käfig dargestellte Person soll laut Andreas Deutsch den Riedener Maler zeigen – „der bartlose Mann dahinter könnte die Gesichtszüge des Riedener Malers tragen, denn Selbstportraits dieser Art an unauffälligen Stellen waren in der Entstehungszeit des Altars verbreitet“.

Hochaltar, Außenflügel, oben
Links: Jesu Darstellung im Tempel
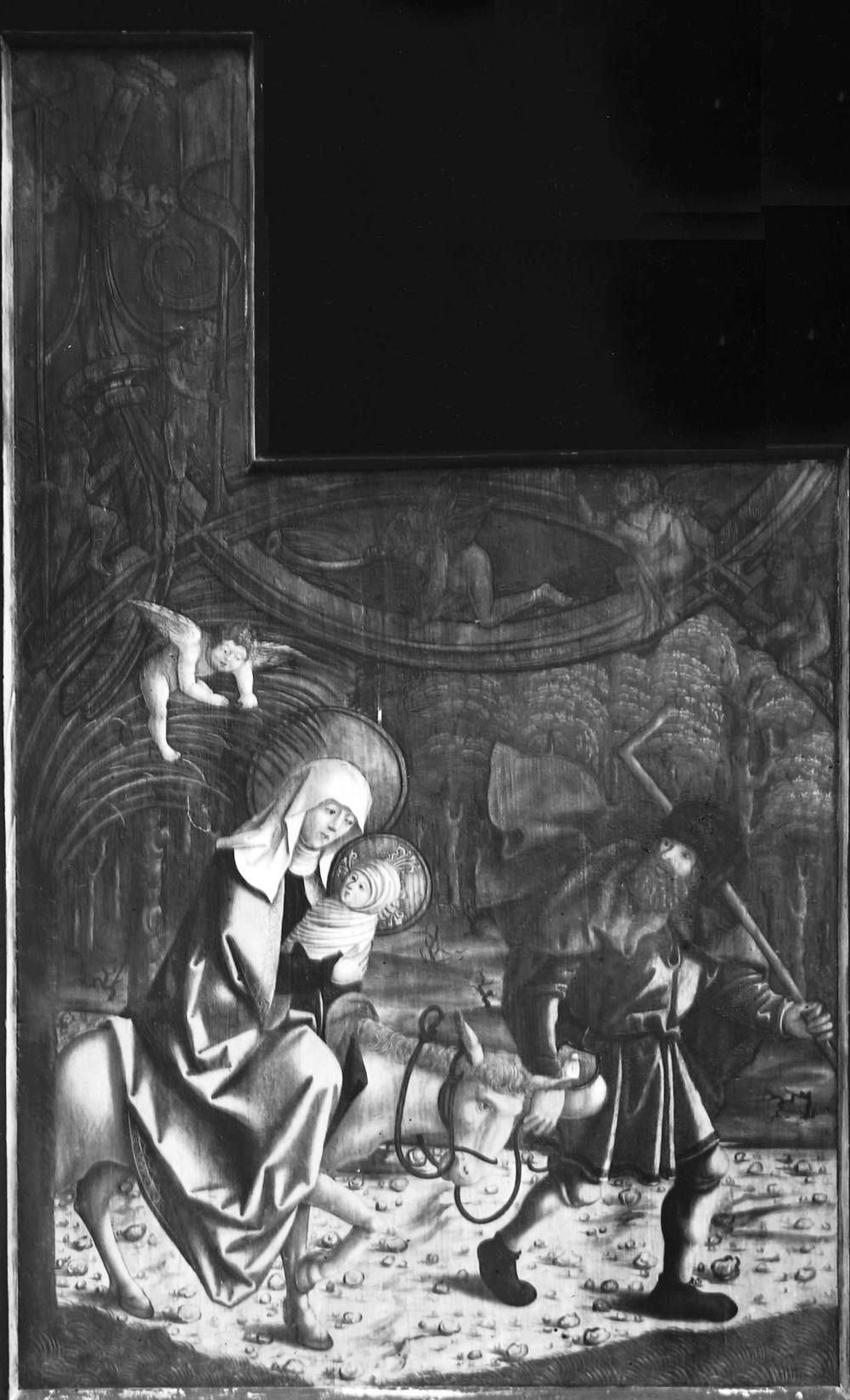
Rechts: Flucht nach Ägypten

Der rechte Außenflügel unten zeigt den Tod Marias  während auf dem linken Außenflügel unten Die Heimsuchung gezeigt wird. Das Gemälde der Heimsuchung zeigt den Besuch der schwangeren Maria bei der alten Elisabeth, die unerwartet schwanger geworden war. Andreas Deutsch sieht bei dem Heimsuchungsbild Indizien für den Hausbuchmeister, so durch „das luftig rieselnde Haar und die fleischige Nase Mariens“. Das Gemälde des Marientodes erinnere laut Andreas Deutsch an Dürers Marientod von 1510.

Hochaltar, Außenflügel, unten
Links: Heimsuchung.
Rechts: Marientod.

#### Predellaaußenflügel
Bei geschlossenen Außenflügeln sieht man die Außenseite des Predellaflügel: so Marias Tempelgang und die Verkündung der Geburt Christi. Das Gemälde Marias Tempelgang zeigt an der Seite die beiden großen Gestalten von Marias Eltern, Joachim und Anna. Diese bringen ihre Tochter als kleines Mädchen zum Tempel. Sie klettert die 15 Stufen zum Tempel hinauf. Unter der Treppe sitzt ein Affe als Symbol des Bösen, das aber angebunden ist und daher machtlos. Andreas Deutsch sieht bei dem Verkündung der Geburt Christi auch Indizien für den Matthias Grünewald, so durch den „Gesichtsausdruck des Engel Gabriels und seine stark gefiederten Flügel“.

Hochaltar, Außenseite des Predellaflügels
Links: Marias Tempelgang
Rechts: Verkündung der Geburt Christi

#### Standflügel
Bei geschlossenen Außenflügeln sind auch die Standflügel des Altars zu sehen. Rechts werden die Hl. Barbara mit Kelch und Krone und die Hl. Katherina mit der Märtyrerkrone und dem Schwert als Hinweis auf ihre Enthauptung. Auf der linken Seite sind die Heiligen Vitus und Georg zu sehen. Vitus wird in Bürgertracht gezeigt und hält den Ölkessel in seiner Hand. Der Heilige Georg erscheint in Ritterrüstung, ein Drache liegt ihm zu Füßen. Die Kleidung der Heiligen lässt auf eine Entstehung um 1510 schließen.

Hochaltar, Standflügel
Heilige Barbara, auf dem rechten Standflügel, unten.
Heilige Katharina, auf dem rechten Standflügel, oben.
Heiliger Vitus, auf dem linken Standflügel, unten.
Heiliger Georg, auf dem linken Standflügel, oben.

### Geöffneter Zustand

#### Altarschrein
Bei geöffneten Flügeln ist in der Mitte der Altarschrein mit den Figuren von Maria flankiert von Petrus und Paulus. Eduard Krüger sieht eine Verwandtschaft zum Tüngentaler Altar mit oberrheinischen Einflüssen, der von Hans Beyscher stammt: „Die Gesamtkomposition [des Tüngentaler Altars] stimmt mit dem Riedener Hauptaltar von 1510 so völlig überein, daß man ihn in Beyschers Nähe rücken muß“ Dies wird jedoch von Andreas Deutsch abgelehnt, er ordnet die Figuren der fränkischen Altartradition zu.

#### Flügelinnenseiten
Die Flügelinnenseiten zeigen vier geschnitzte Halbreliefs, die Szenen aus dem Marienleben darstellen. Oben links wird die Verkündigung, darunter  die Geburt Christi dargestellt. Es folgt unten rechts die  Anbetung Christi durch die drei Könige gezeigt. Darüber wird die Marienkrönung dargestellt. Das Relief der Verkündigung erinnere laut Andreas Deutsch an einen Kupferstich Martin Schongauers (um 1450–1491). Das Relief der Geburt Christi erinnere ebenso an einen Kupferstich Schongauers, wobei der „Riedener Schnitzer hier fast alle kompositorischen Elemente von Schongauers Mesterwerk übernommen hat“. Das Relief der Anbetung Christi durch die drei Könige zeigt unter anderem das Kind, das sich wiet nach links vorbeugt, zu dem ältesten der drei Weisen. Der Kahlköpfige kniet vor dem Kind und trägt ein goldenes Gefäß mit den Buchstaben „DNAE“, das vermutlich die Initialen des Künstlers sein könnten – „Ein Hinweis auf den Künstler …? Man weiß es nicht“.

Flügelinnenseiten

#### Predellaschrein
Im geöffneten Zustand sind im Schrein der Predella die vier Kirchenväter Hieronymus, Ambrosius, Gregorius und Augustinus zu sehen. Die Predellafiguren stehen vermutlich unter „mainzischem Einfluß“.

#### Predellainnenflügel
Die Innenseite des Predellaflügels zeigt links die beiden Evangelisten Lukas und Matthäus und rechts die beiden Evangelisten Johannes und Markus. Der „kompositorische Witz“, beispielsweise bei den vier Evangelisten an der Predella, die „eindrucksvolle gedämpfte Farbwahl und die ausdruckskräftige Pinselführung“ lassen laut Andreas Deutsch auf einen bedeutenden Künstler schließen. Eugen Gradmann ordnet die Gemälde einer Werkstatt aus Schwäbisch Hall in Nürnberger Tradition zu – „… vermutlich hällisch, aber in Nürnberger Art“. Reclams Kunstführer beschreibt diese auch als „Gemälde in der Art des Michael Wohlgemut“.

Hochaltar, Innenseite des Predellaflügels
Links:Evangelisten Lukas und Matthäus
Rechts:Evangelisten Johannes und Markus

### Gesprenge
Über dem Altar baut sich das Gesprenge auf; direkt auf dem Schrein befinden sich in der Mitte eine Pietà, flankiert von den Figuren der Heiligen Katharina und Barbara.

### Rückseite
Auf der Rückseite befinden sich zwei Wappen, links der einköpfige Reichsadler, rechts das Stadtwappen von Schwäbisch Hall.